# Morti nel 2009/Dicembre
| Questa pagina contiene informazioni ricavate automaticamente dalle voci biografiche con l'ausilio del template Bio e di un bot. L'aggiornamento è periodico e automatico e ricostruisce completamente la pagina. Se manca una persona in questa lista, sei pregato di non aggiungerla, ma accertati piuttosto che la sua voce biografica contenga il template Bio e che i dati anagrafici siano correttamente compilati. Se il template Bio manca, inseriscilo tu stesso o, in alternativa, metti l'avviso {{tmp\|Bio}} che ne segnala la mancanza. Se i dati riportati sono sbagliati, correggi direttamente la voce biografica; le modifiche saranno visibili in questa lista entro pochi giorni. Per chiarimenti vedi il progetto biografie. La lista contiene solo le 154 persone che sono citate nell'enciclopedia e per le quali è stato implementato correttamente il template Bio. Pagina aggiornata al 18 lug 2025. |

- 1º dicembre - Stefano Miccolis, filosofo e storico italiano (n. 1945)
- 1º dicembre - Sergio Scatizzi, pittore e poeta italiano (n. 1918)
- 1º dicembre - Francesco de Franchis, giurista italiano (n. 1930)
- 2 dicembre - Shoji Hashimoto, giocatore di go giapponese (n. 1935)
- 2 dicembre - Aaron Schroeder, cantautore e produttore discografico statunitense (n. 1926)
- 2 dicembre - Eric Woolfson, cantante, tastierista e produttore discografico britannico (n. 1945)
- 3 dicembre - Paula Hawkins, politica statunitense (n. 1927)
- 3 dicembre - Valbjörn Þorláksson, astista e multiplista islandese (n. 1934)
- 3 dicembre - Richard Todd, attore irlandese (n. 1919)
- 3 dicembre - Cornelio Vinay, politico italiano (n. 1913)
- 4 dicembre - Zdenek Ceplecha, astronomo ceco (n. 1929)
- 4 dicembre - Mary Curtis Verna, soprano statunitense (n. 1921)
- 4 dicembre - Luciano Guarnieri, pittore italiano (n. 1930)
- 4 dicembre - Carlo Piantoni, insegnante italiano (n. 1925)
- 4 dicembre - Willy Simons, pallanuotista belga (n. 1917)
- 4 dicembre - Vjačeslav Vasil'evič Tichonov, attore russo (n. 1928)
- 4 dicembre - Stephen Toulmin, filosofo britannico (n. 1922)
- 4 dicembre - Umaga, wrestler samoano americano (n. 1973)
- 5 dicembre - Gordana Bogojević, cestista jugoslava (n. 1974)
- 5 dicembre - Bonaventure Carvalho, allenatore di pallacanestro senegalese (n. 1928)
- 5 dicembre - Alfred Hrdlicka, scultore, disegnatore e pittore austriaco (n. 1928)
- 5 dicembre - Otto Graf Lambsdorff, politico tedesco (n. 1926)
- 5 dicembre - Kálmán Markovits, pallanuotista ungherese (n. 1931)
- 5 dicembre - Jim Rohn, imprenditore statunitense (n. 1930)
- 5 dicembre - Renato Sadar, allenatore di calcio e calciatore italiano (n. 1935)
- 6 dicembre - Eligio Echagüe, calciatore paraguaiano (n. 1938)
- 6 dicembre - Thierno Faty Sow, regista, sceneggiatore e attore senegalese (n. 1941)
- 6 dicembre - Bina Rai, attrice indiana (n. 1931)
- 6 dicembre - Victor Stoloff, regista, sceneggiatore e produttore cinematografico russo (n. 1913)
- 7 dicembre - Shunkichi Hamada, hockeista su prato giapponese (n. 1910)
- 7 dicembre - Norma Mascellani, pittrice italiana (n. 1909)
- 8 dicembre - Massimo Bogianckino, pianista, direttore artistico e politico italiano (n. 1922)
- 8 dicembre - Joan Bridge, costumista britannica (n. 1912)
- 8 dicembre - Rémy Chauvin, biologo e entomologo francese (n. 1913)
- 8 dicembre - Gabriele De Rosa, storico, politico e scrittore italiano (n. 1917)
- 8 dicembre - John Givens, cestista e allenatore di pallacanestro statunitense (n. 1926)
- 8 dicembre - Elio Rossi, calciatore italiano (n. 1927)
- 8 dicembre - Fred Sheffield, cestista statunitense (n. 1923)
- 8 dicembre - Yosef Hayim Yerushalmi, storico statunitense (n. 1932)
- 9 dicembre - Antonio Acri, politico italiano (n. 1942)
- 9 dicembre - Gene Barry, attore statunitense (n. 1919)
- 9 dicembre - Rodrigo Carazo Odio, politico costaricano (n. 1926)
- 9 dicembre - Kjell Eugenio Laugerud García, generale e politico guatemalteco (n. 1930)
- 9 dicembre - Fausto Oneta, fumettista italiano (n. 1937)
- 9 dicembre - Eddie Pacheco, cestista e calciatore filippino (n. 1936)
- 10 dicembre - Silvia Dell'Orso, giornalista, saggista e storica dell'arte italiana (n. 1956)
- 10 dicembre - John Gingell, ufficiale inglese (n. 1925)
- 12 dicembre - Val Avery, attore statunitense (n. 1924)
- 12 dicembre - Klavdija Bojarskich, fondista sovietica (n. 1939)
- 12 dicembre - Manuel Ruiz Sosa, calciatore e allenatore di calcio spagnolo (n. 1937)
- 13 dicembre - Dan Barton, attore statunitense (n. 1921)
- 13 dicembre - Nicola Damiani, medico, politico e saggista italiano (n. 1921)
- 13 dicembre - Isaak Semёnovič Magiton, regista sovietico (n. 1922)
- 13 dicembre - Piergiorgio Silvano Nesti, arcivescovo cattolico italiano (n. 1931)
- 13 dicembre - Paul Samuelson, economista statunitense (n. 1915)
- 13 dicembre - Larry Sultan, fotografo e docente statunitense (n. 1946)
- 14 dicembre - Alan A'Court, calciatore e allenatore di calcio inglese (n. 1934)
- 14 dicembre - Carlo Gajani, fotografo, pittore e incisore italiano (n. 1929)
- 14 dicembre - Per Jensen, calciatore danese (n. 1930)
- 14 dicembre - Miodrag Jovanović, calciatore e allenatore di calcio jugoslavo (n. 1922)
- 14 dicembre - Carla Melazzini, insegnante italiana (n. 1944)
- 14 dicembre - Giuseppe Montuschi, giornalista e editore italiano (n. 1927)
- 14 dicembre - Dario Robbiani, giornalista, scrittore e politico svizzero (n. 1939)
- 15 dicembre - C.D.B. Bryan, scrittore e giornalista statunitense (n. 1936)
- 15 dicembre - Milena Müllerová, ginnasta cecoslovacca (n. 1923)
- 15 dicembre - James Rossant, architetto e artista statunitense (n. 1928)
- 15 dicembre - Alan Van Heerden, ciclista su strada e pistard sudafricano (n. 1953)
- 16 dicembre - Roy E. Disney, dirigente d'azienda statunitense (n. 1930)
- 16 dicembre - Egor Timurovič Gajdar, economista, politico e scrittore russo (n. 1956)
- 16 dicembre - Ennio Lenuzza, calciatore italiano (n. 1934)
- 16 dicembre - Igor Man, giornalista italiano (n. 1922)
- 16 dicembre - Bent Parodi, giornalista e scrittore italiano (n. 1943)
- 17 dicembre - Paolo Barlera, cestista italiano (n. 1982)
- 17 dicembre - Susanna Foster, attrice statunitense (n. 1924)
- 17 dicembre - Jennifer Jones, attrice statunitense (n. 1919)
- 17 dicembre - Michel Leblond, allenatore di calcio e calciatore francese (n. 1932)
- 17 dicembre - Dan O'Bannon, sceneggiatore e effettista statunitense (n. 1946)
- 17 dicembre - Guillermo Ortíz, calciatore messicano (n. 1940)
- 17 dicembre - Alaina Reed-Hall, attrice e cantante statunitense (n. 1946)
- 17 dicembre - Aurio Tomicich, basso italiano (n. 1947)
- 17 dicembre - Wu Yingyin, cantante cinese (n. 1922)
- 17 dicembre - Amin al-Hafiz, generale e politico siriano (n. 1921)
- 18 dicembre - Alberto Andrizzi, cestista e allenatore di pallacanestro argentino (n. 1924)
- 18 dicembre - Gustavo Buratti, scrittore, poeta e giornalista italiano (n. 1932)
- 18 dicembre - Oskar Danon, compositore e direttore d'orchestra bosniaco (n. 1913)
- 18 dicembre - Connie Hines, attrice statunitense (n. 1931)
- 18 dicembre - Jacqueline Laurent, attrice francese (n. 1918)
- 18 dicembre - Renée Lebas, cantante e produttrice discografica francese (n. 1917)
- 18 dicembre - László Nagy, educatore e scrittore ungherese (n. 1921)
- 18 dicembre - Georgina Parkinson, ballerina britannica (n. 1938)
- 18 dicembre - Hans Rubner, politico italiano (n. 1932)
- 18 dicembre - Knut Sørensen, calciatore norvegese (n. 1924)
- 19 dicembre - Sydney Bartlett, calciatore giamaicano
- 19 dicembre - Dermot Bradley, storico irlandese (n. 1944)
- 19 dicembre - Hossein-Ali Montazeri, teologo e attivista iraniano (n. 1922)
- 19 dicembre - Piera Oppezzo, poetessa italiana (n. 1934)
- 19 dicembre - Kim Peek, statunitense (n. 1951)
- 20 dicembre - Maria Teresa Cassini, aviatrice italiana (n. 1916)
- 20 dicembre - Brittany Murphy, attrice e cantante statunitense (n. 1977)
- 21 dicembre - Edwin Krebs, biochimico statunitense (n. 1918)
- 21 dicembre - Christos Lambrakis, editore e filantropo greco (n. 1934)
- 21 dicembre - Guido Sembenotti, politico italiano (n. 1930)
- 22 dicembre - Michael Currie, attore statunitense (n. 1928)
- 22 dicembre - René Margotton, pittore, litografo e illustratore francese (n. 1915)
- 22 dicembre - Albert Scanlon, calciatore inglese (n. 1935)
- 22 dicembre - Jacques Sylla, politico malgascio (n. 1946)
- 22 dicembre - Muddy Wehara, fumettista giapponese (n. 1957)
- 23 dicembre - Vinicio Diamanti, attore italiano (n. 1926)
- 23 dicembre - Ngapoi Ngawang Jigme, politico, generale e magistrato tibetano (n. 1910)
- 23 dicembre - Alfredo Lulich, calciatore italiano (n. 1931)
- 23 dicembre - Alfredo Schiavo, calciatore e dirigente sportivo italiano (n. 1927)
- 23 dicembre - Edward Schillebeeckx, teologo e presbitero belga (n. 1914)
- 24 dicembre - Marcus Bakker, politico olandese (n. 1923)
- 24 dicembre - Hugo Berly, calciatore cileno (n. 1941)
- 24 dicembre - Giulio Bosetti, attore, regista teatrale e doppiatore italiano (n. 1930)
- 24 dicembre - Rafael Caldera, politico venezuelano (n. 1916)
- 24 dicembre - Henry van Lieshout, missionario e vescovo cattolico olandese (n. 1932)
- 25 dicembre - Rosanna Branciforti, politica italiana (n. 1946)
- 25 dicembre - Vic Chesnutt, cantautore statunitense (n. 1964)
- 25 dicembre - Pepe Díaz-Granados, cestista ecuadoriano
- 25 dicembre - Pietro Ferracin, ingegnere e politico italiano (n. 1929)
- 25 dicembre - Knut Haugland, esploratore norvegese (n. 1917)
- 25 dicembre - Radovan Ivšić, poeta, commediografo e traduttore croato (n. 1921)
- 25 dicembre - Carlo Sgorlon, scrittore italiano (n. 1930)
- 26 dicembre - Giuseppe Chiappella, calciatore e allenatore di calcio italiano (n. 1924)
- 26 dicembre - Yves Rocher, imprenditore francese (n. 1930)
- 27 dicembre - Marino Calvaresi, politico e partigiano italiano (n. 1924)
- 27 dicembre - Isaak Iosifovič Švarc, musicista e compositore sovietico (n. 1923)
- 27 dicembre - Takashi Takabayashi, calciatore giapponese (n. 1931)
- 27 dicembre - Anna Vita, attrice italiana (n. 1926)
- 28 dicembre - Hristo Plačkov, sollevatore bulgaro (n. 1953)
- 28 dicembre - Nick Rizzuto, mafioso canadese (n. 1967)
- 28 dicembre - Manfred Schroeder, fisico tedesco (n. 1926)
- 28 dicembre - The Rev, batterista statunitense (n. 1981)
- 28 dicembre - Jerzy Wandzioch, schermidore polacco (n. 1936)
- 29 dicembre - Roberto Amadei, vescovo cattolico italiano (n. 1933)
- 29 dicembre - Antonio Beristain Ipiña, criminologo spagnolo (n. 1924)
- 29 dicembre - Carlo Cerioni, cestista e allenatore di pallacanestro italiano (n. 1925)
- 29 dicembre - David Levine, artista statunitense (n. 1926)
- 29 dicembre - Francesco Misiani, magistrato e avvocato italiano (n. 1936)
- 29 dicembre - Steve Williams, wrestler e giocatore di football americano statunitense (n. 1960)
- 30 dicembre - Mohamed M. Atalla, ingegnere, chimico e inventore egiziano (n. 1924)
- 30 dicembre - Bessie Blount, fisioterapista e inventrice statunitense (n. 1914)
- 30 dicembre - Rowland S. Howard, musicista australiano (n. 1959)
- 30 dicembre - Ken Masauvakalo, calciatore vanuatuano (n. 1984)
- 30 dicembre - Peter Seiichi Shirayanagi, cardinale e arcivescovo cattolico giapponese (n. 1928)
- 30 dicembre - Abdurrahman Wahid, politico indonesiano (n. 1940)
- 30 dicembre - Iván Zulueta, regista cinematografico, sceneggiatore e disegnatore spagnolo (n. 1943)
- 31 dicembre - Erica Boyer, attrice pornografica statunitense (n. 1956)
- 31 dicembre - Giulio Corsini, allenatore di calcio e calciatore italiano (n. 1933)
- 31 dicembre - Giampiero Cotti Cometti, geografo italiano (n. 1935)
- 31 dicembre - Cahal Brendan Daly, cardinale e arcivescovo cattolico irlandese (n. 1917)
- 31 dicembre - Glauco Onorato, attore, doppiatore e direttore del doppiaggio italiano (n. 1936)
- 31 dicembre - Domenico Salazar, prefetto italiano (n. 1937)